# Clique du Guizhou
La clique de Guizhou (桂系) est une faction militaire chinoise de l'époque des seigneurs de la guerre qui a contrôlé et dominé la province du Guizhou de 1916 à 1925.
Cette clique a été fondée par Liu Xianshi (劉顯世) , un général chinois de la dynastie Qing. À l'origine, Liu Xianshi soutint Yuan Shikai dans sa tentative de restaurer l'empire en 1916. Mais il finit par changer de camp et rejoindre Cai E et Tang Jiyao durant la guerre de protection de la Nation. Très vite, il a pu étendre temporairement et partiellement son pouvoir au Guangxi, au Guangdong et au Hunan. Il s'appuya sur de grands militaires de la clique : Chen Bingkun (陳炳焜), Tan Haoming (譚浩明), Mo Rongxin (莫榮新) et Shen Hongying (沈鴻 法).

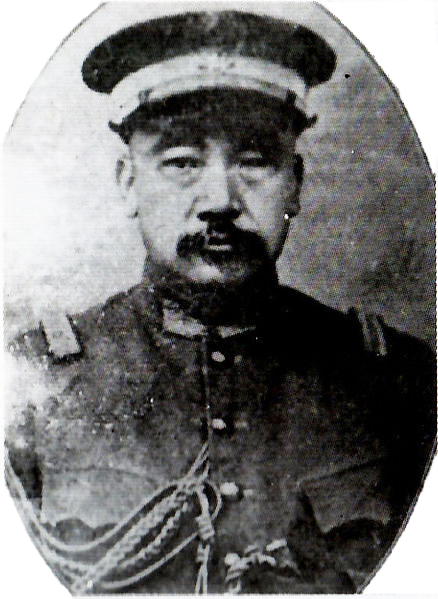
Liu Xianshi

La clique a connu d'emblée un succès et une puissance remarquable dès le début de la guerre civile chinoise. En effet, dès 1916, Liu Xianshi a pu obtenir le soutien de l’armée de Beiyang qui l’a officiellement investi commandant de la région du Guangxi et du Guangdong. Pendant le mouvement de protection de la constitution, il lutta contre le seigneur de guerre de la clique de l'Anhui Duan Qirui. Il s'attacha également à lier des contacts avec Wu Peifu de la clique du Zhili et força Sun Yat-sen à s'exiler de Guangzhou. Seulement en 1920, Sun Yat-sen revint en force au Guangdong et chassa l'armée du Guizhou avec l'aide des cliques voisines. Liu Xianshi dut alors fuir à Shanghaï.
En perdant le contrôle du Guangdong, la clique du Guizhou se retrouva privée de ressources financières portuaires et commerciales importantes et isolée dans sa province d'origine relativement pauvre.
En 1922 les nouveaux seigneurs de Guizhou, Lin Junting (林俊廷) et Han Caifeng (韓彩鳳) fondèrent une nouvelle armée et se lancèrent à la conquête de la province de Guangxi. Entretemps, Chen Jiongming défiait le gouvernement nationaliste de Guangzhou et se révoltait. Mais LIn Junting et Han Caifeng ne purent profiter de cette situation favorable. 
En effet, dès 1923, Lu Rongting revint au Guangxi et essaya de retrouver le contrôle de l'ancienne clique du Guangxi. Le chaos s'installa alors très vite non seulement au Guangxi mais aussi au Guizhou car de multiples seigneurs locaux se combattaient mutuellement: outre Liu Xianshi, Lu Rongting, Lin Junting et Han Caifeng, apparurent Shen Hongying, Huang Shaohong (黃紹竑) et Li Zongren (李宗仁). 
De 1925 à 1928, la clique du Yunnan parvient, durant la guerre Yunnan-Guangxi, à prendre une grande partie du contrôle du Guizhou.  

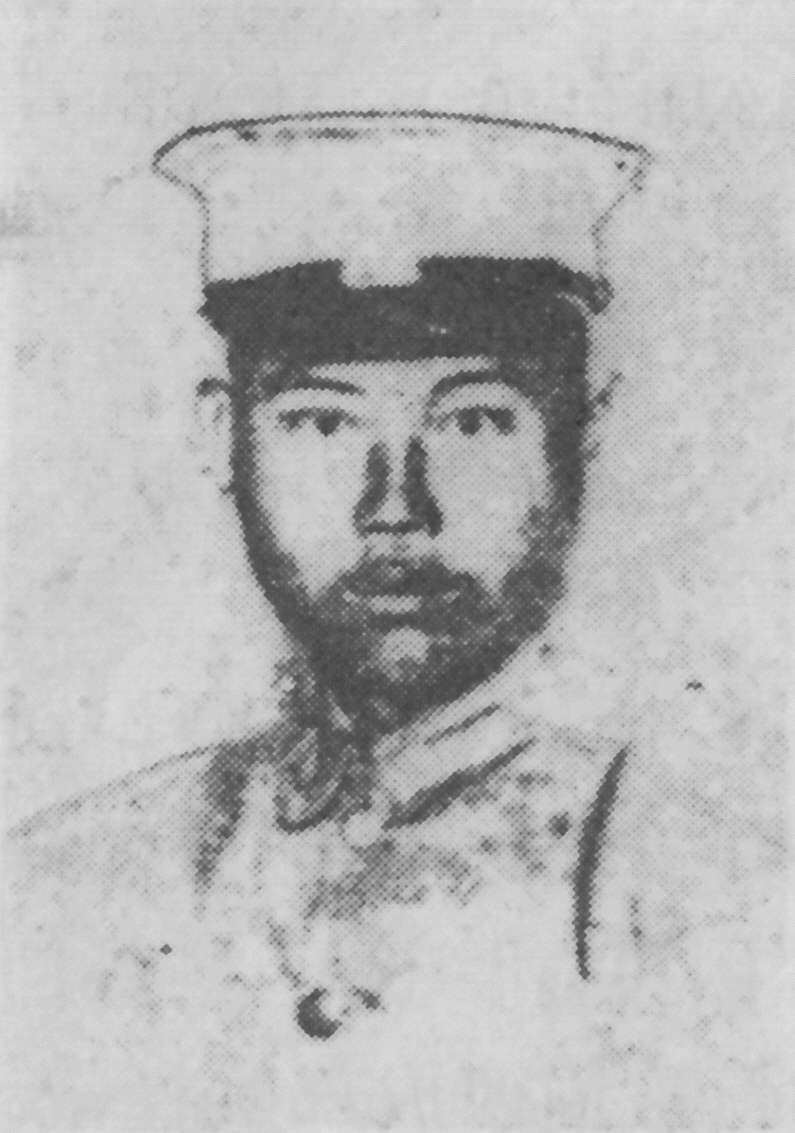
Wang Jialie

Mais finalement, c'est le Kuomintang qui imposa par la force sa domination. Lu Rongting fut forcé de se retirer définitivement, et les armées des autres seigneurs de la guerre furent démobilisées. Mais le Kuomintang conserva en place les multiples seigneurs locaux. Ainsi, la clique du Guizhou n'était plus qu'un essaim de petits seigneurs locaux jaloux de leur indépendance et sans réelle coordination. Jusqu'à la fin de l’expédition du Nord, ces seigneurs locaux se partagèrent le territoire du Guizhou et du Guangxi, mais restèrent soumis à Tchang Kai-shek. En 1931, ce dernier choisit de nommer Wang Jialie gouverneur de la province.  
Wang Jialie est installé par Tchang Kaï-shek au Guizhou pour maintenir le contrôle du Kuomintang au Guizhou en novembre 1931. Mais il s'avéra l'un de ses ardents opposants aux multiples tentatives de Tchang Kai-Shek pour unifier la Chine sous son gouvernement central. 
En 1935, il laissa les communistes épuisés par la Longue Marche traverser sereinement la province tout en simulant les combattre. N'étant pas dupe, Tchang Kaï-Shek y envoya ses forces et corrompit tous les principaux lieutenant de Wang Jialie. En perdant l'appui de ses forces militaires, Wang Jialie ne put rien faire et a ensuite été destitué.
Aussitôt, Tchang Kaï-shek annexa le Guizhou et l'incorpora dans la république chinoise, mettant un terme définitif à la clique du Guizhou en mai 1935

## Cartes

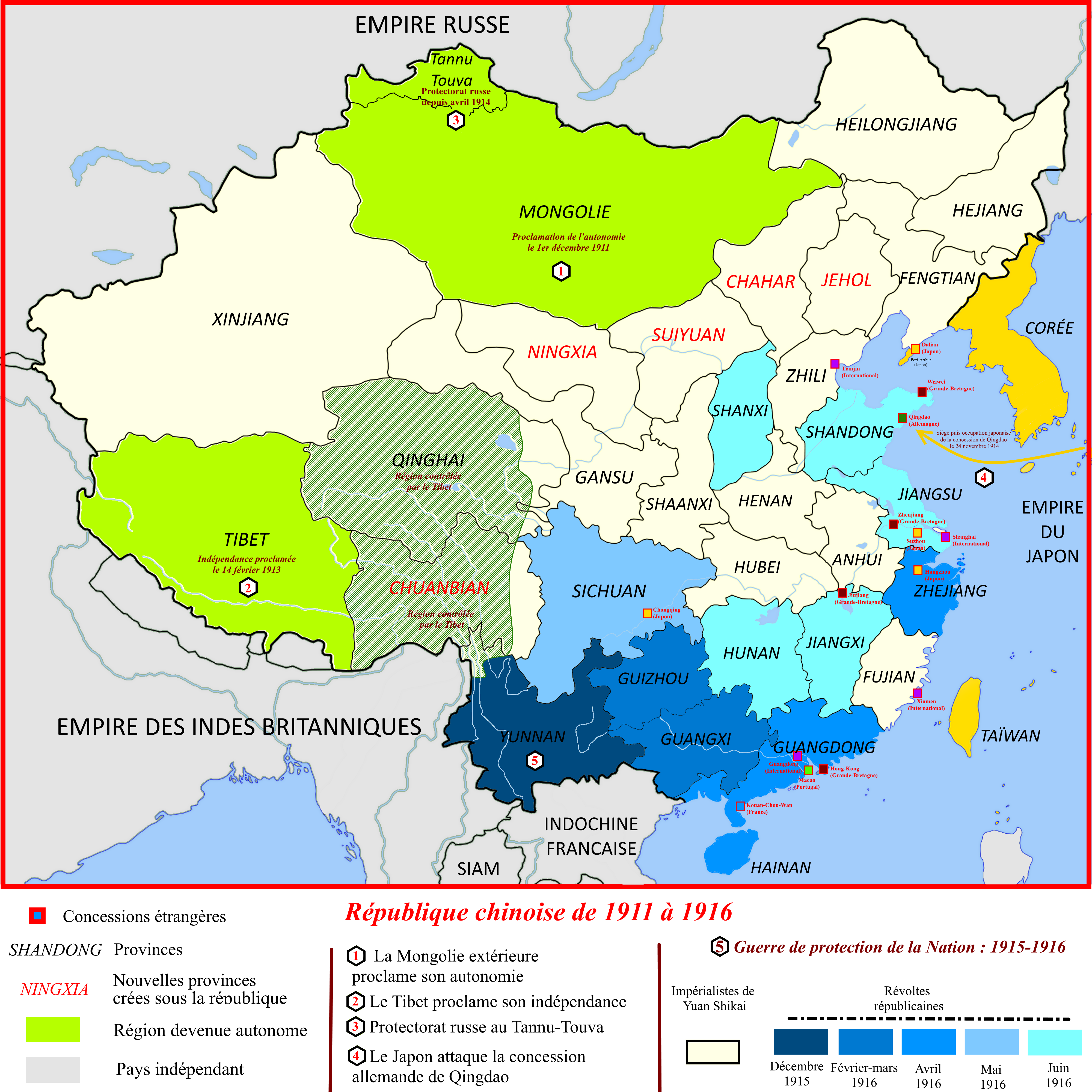
Carte de la Chine de 1911 à 1916
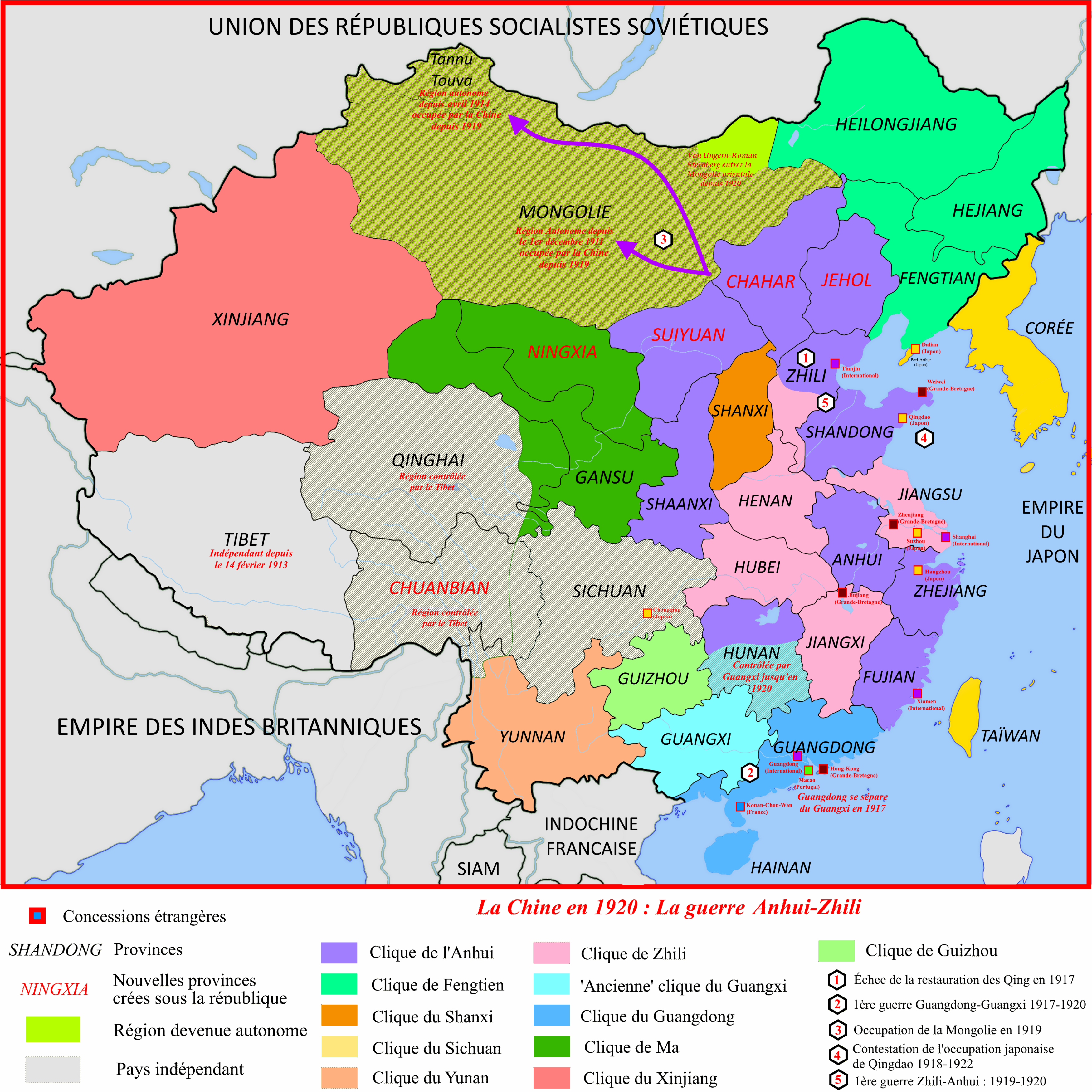
Carte de la Chine de 1916 à 1920
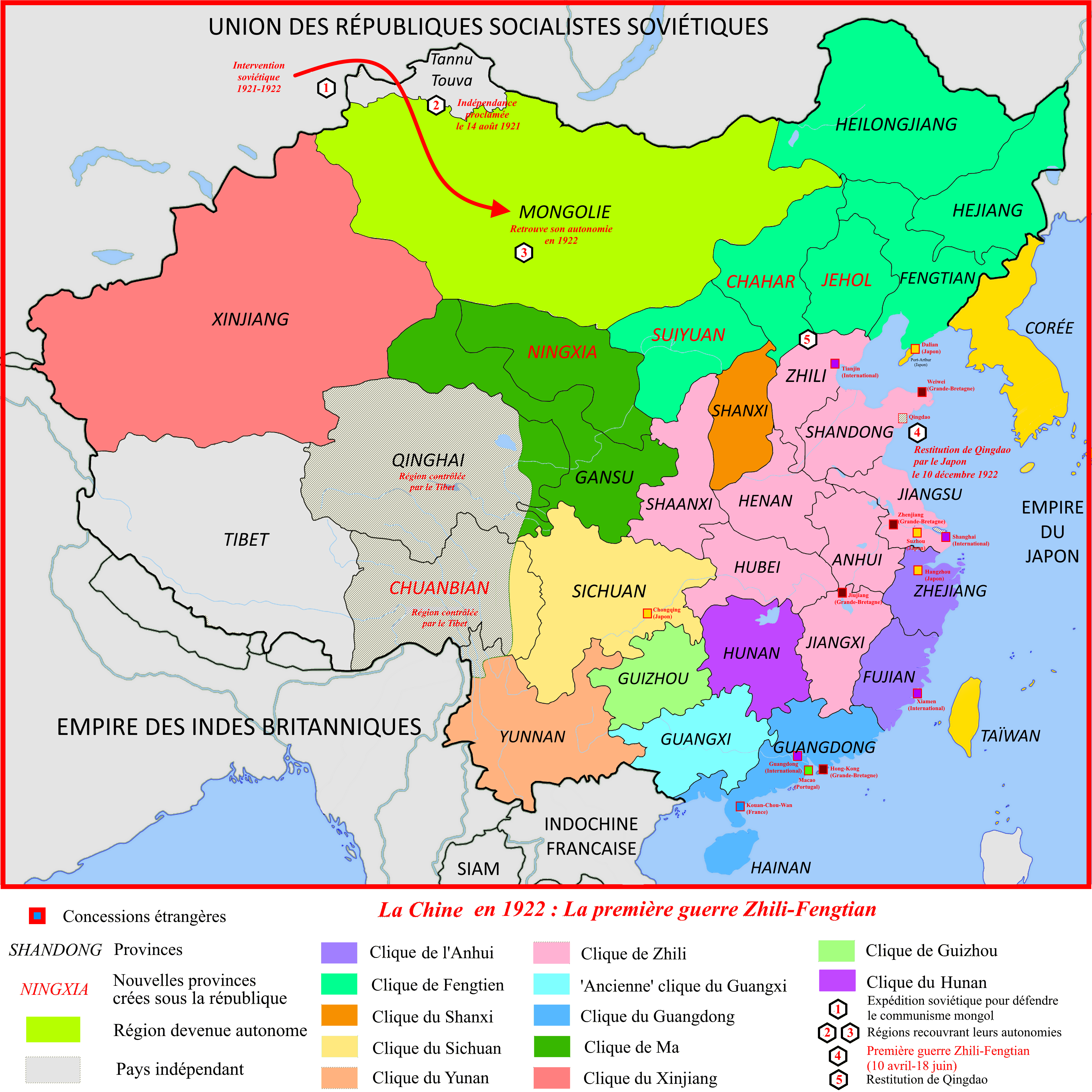
Carte de la Chine de 1921 à 1922
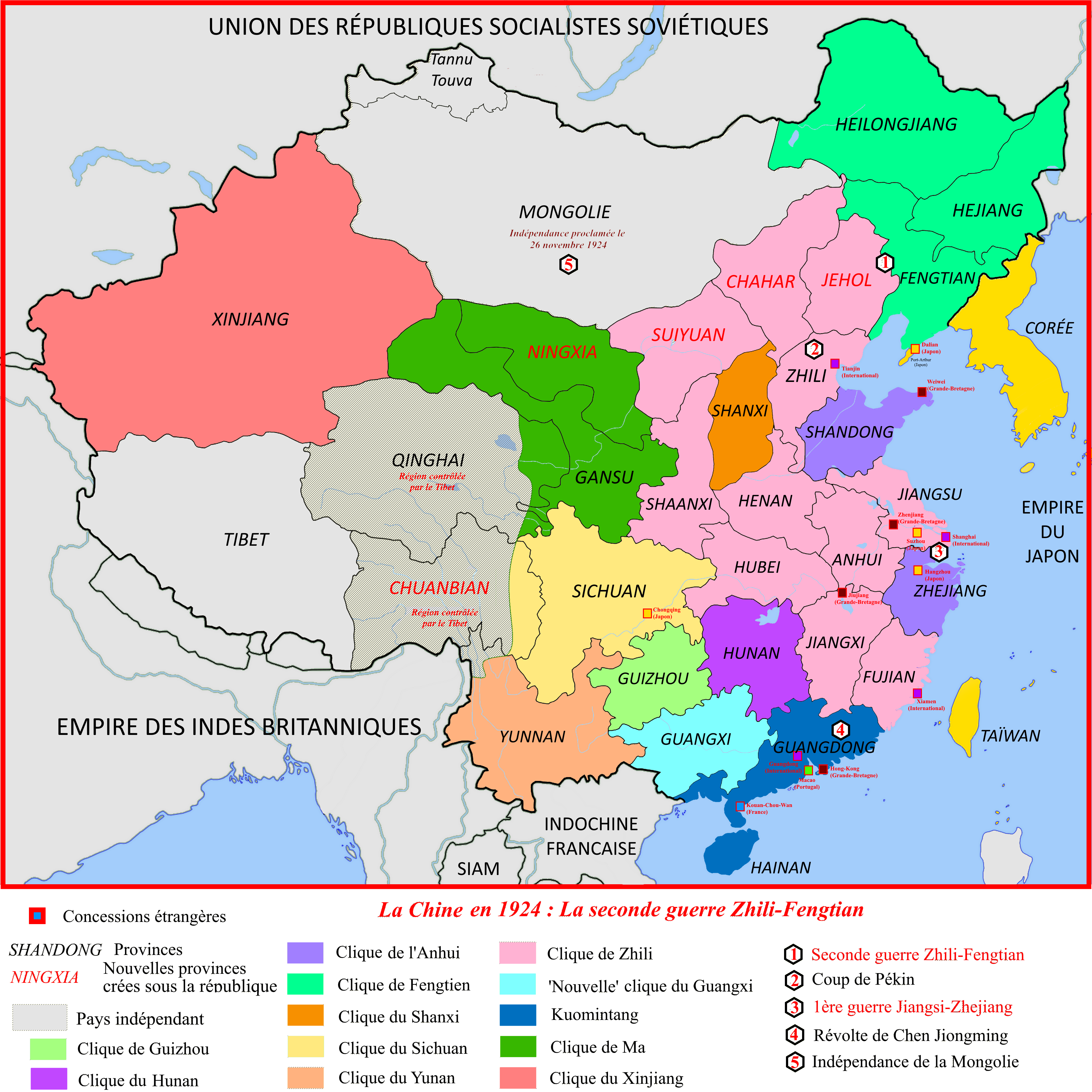
Carte de la Chine de 1923 à 1924
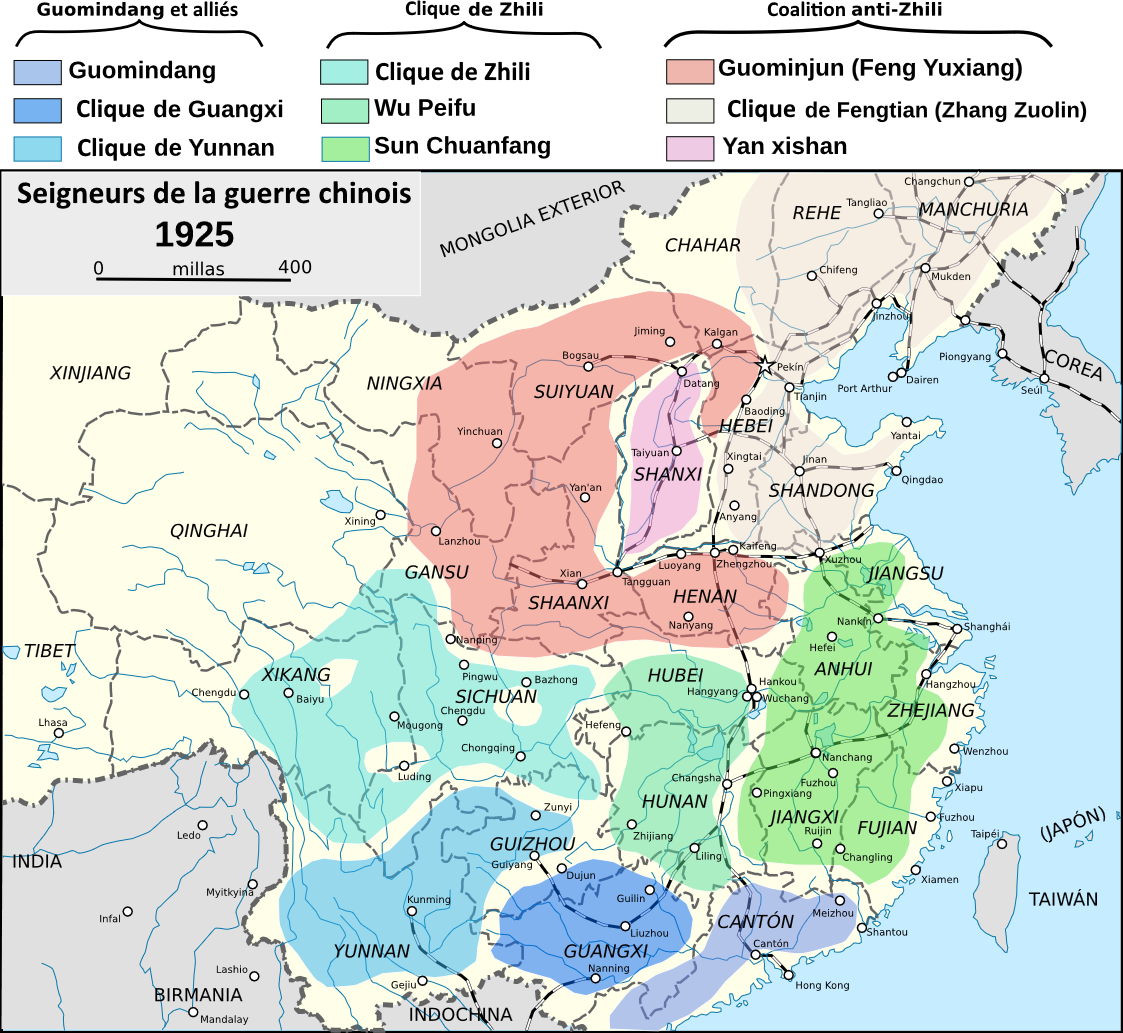
Carte de la Chine en 1925
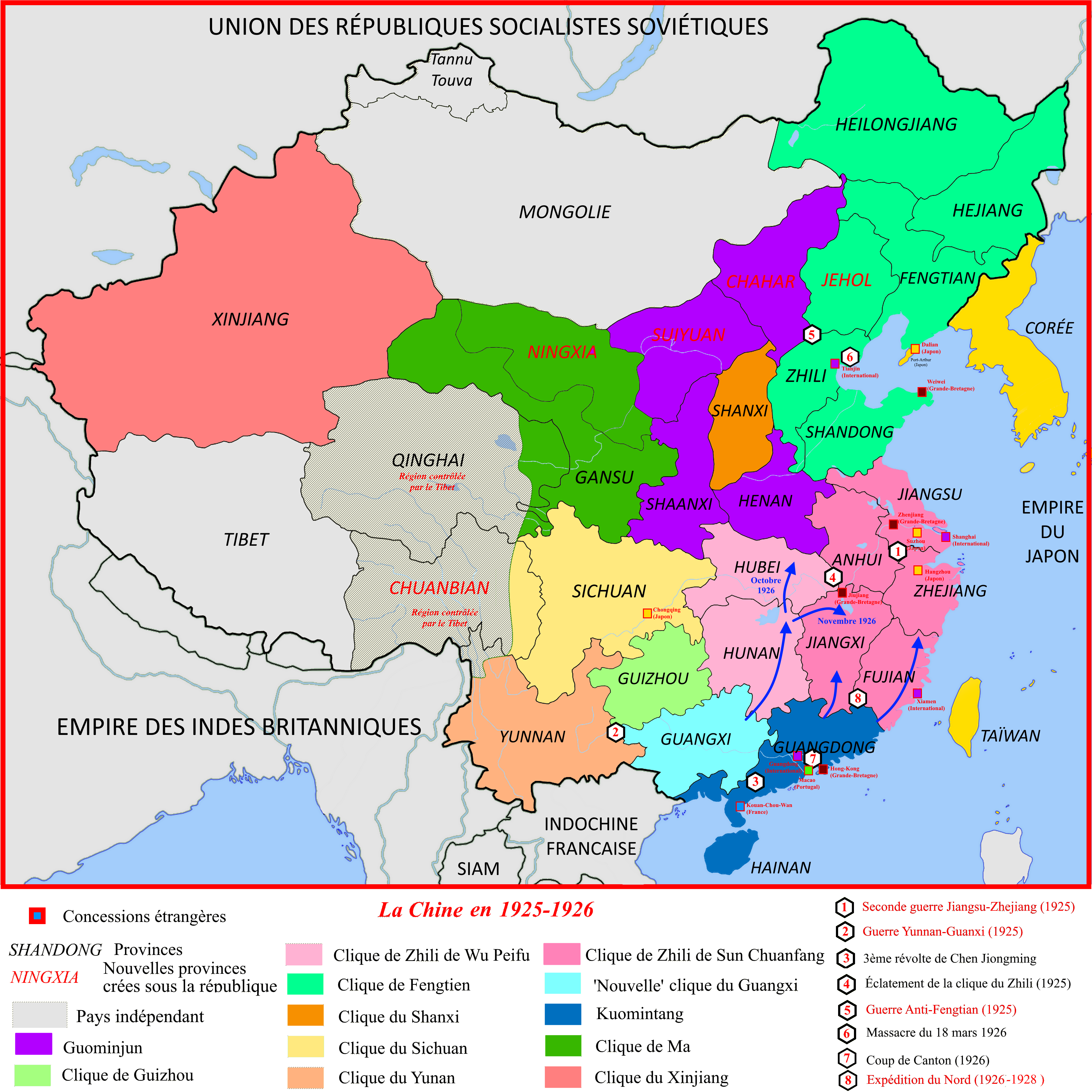
Carte de la Chine de 1925 à 1926
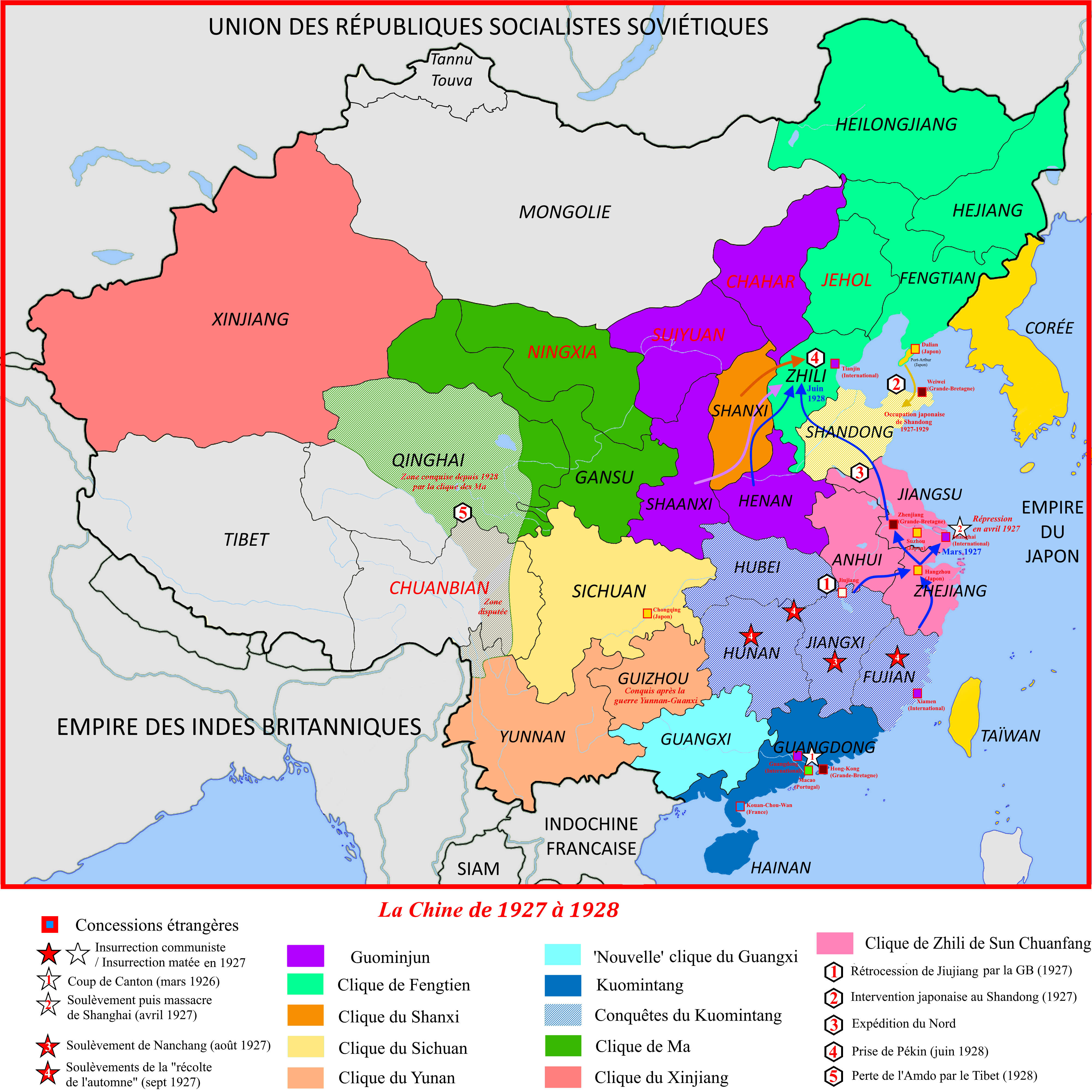
Carte de la Chine de 1927 à 1928
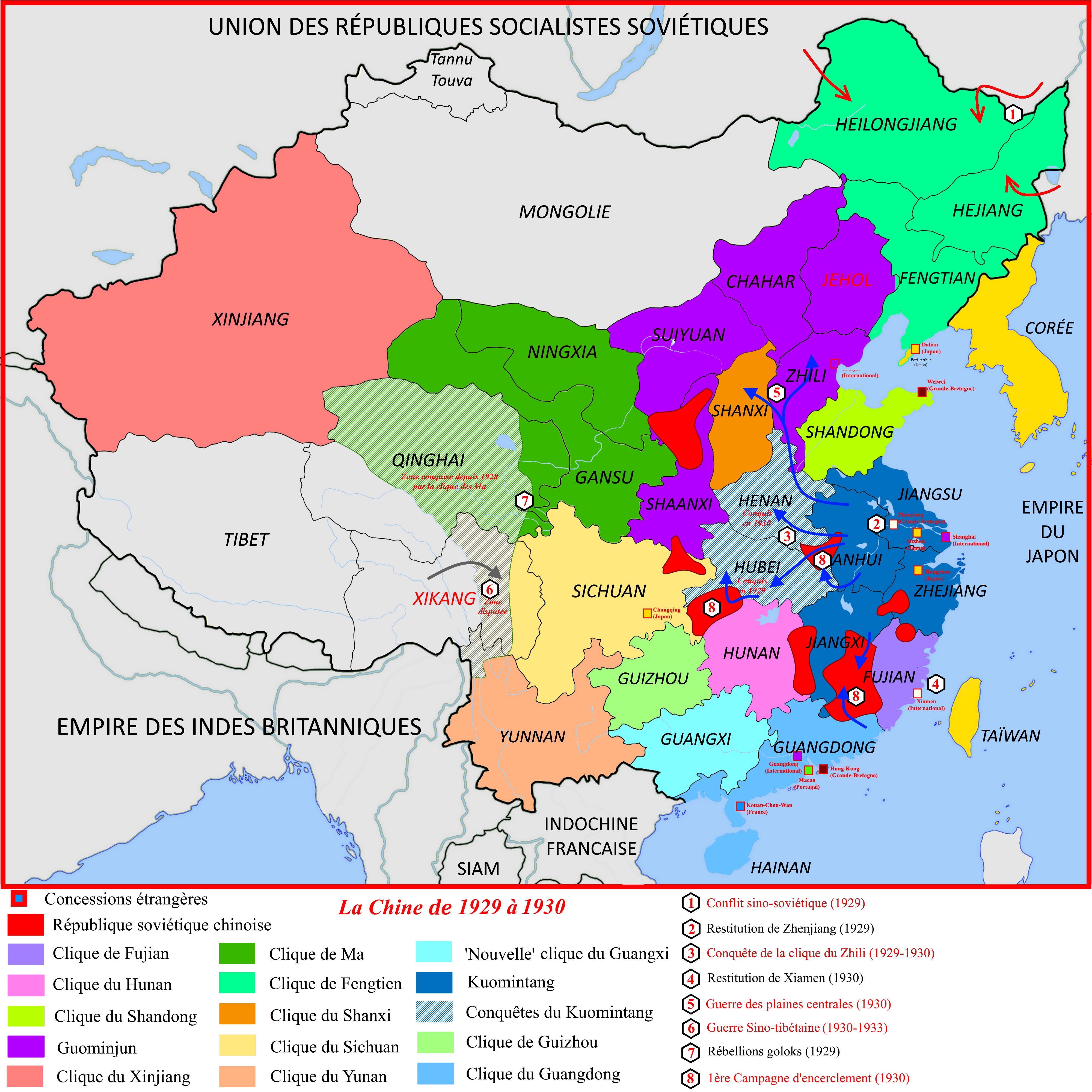
Carte de la Chine de 1929 à 1930

## Sources
http://www.chinaknowledge.de/History/Rep/warlords.html#guizhou